# 森谷直貴
森谷 直貴（もりや なおき、1991年4月7日 - ）は、元ラグビーユニオン選手。

## プロフィール
- U20日本代表候補に選ばれたことがある[1]。
- 兄の和博は元ラグビー選手（元・リコーブラックラムズ）。
- 弟の圭介もラグビー選手[2]。

## 略歴
小学6年生からラグビーを始めた。
2010年、正智深谷高校卒業後、法政大学に入る。
2014年、法政大学卒業後、キヤノンイーグルス(現・横浜キヤノンイーグルス)に加入。同年9月5日に行われたジャパンラグビートップリーグ第3節のサントリーサンゴリアス戦に先発出場で公式戦初出場を果たす。
2018年、清水建設ブルーシャークス(現・清水建設江東ブルーシャークス)に加入。
2024-25シーズンをもって、現役引退。